# حوض سباحة (فلم 2003)
حوض سباحة (بالإنجليزية: Swimming Pool) هو فيلم إثارة إغرائي فرنسي بريطاني تم إنتاجه في سنة 2003 وهو من إخراج فرانسوا أوزون وبطولة شارلوت رامبلينج لوديفين سانيير وتشارلز دانس، الفيلم يحكي قصة كاتبة ألغاز إنجليزية إسمها ساره مورتن تحقق رواياتها نجاح كبير لكن بعد فترة تفقد قدرتها الإبداعية في الكتابة بعدها يقوم صديقها جون بوسلود بالسماح لها أن تذهب إلى بيته في قرية لاكوستيه في فرنسا حيث تقضي إجازتها هناك لتحاول استعادة بريقها في الكتابة الذي فقدته، بعدها تتعرف في تلك القرية على فتاة شابة إسمها جولي لها علاقات متعددة مع الرجال وتطمح أن تكون كاتبة فتبدأ ساره بمساعدتها لتحقيق هذا الحلم.

## روابط خارجية
- مقالات تستعمل روابط فنية بلا صلة مع ويكي بيانات